# Евстигнеев, Максим Павлович
Максим Павлович Евстигнеев (род. 22 декабря 1975, Симферополь) — украинский и российский учёный-биофизик, доктор физико-математических наук (2008), профессор (2011), проректор по научной деятельности, директор Института перспективных исследований Севастопольского государственного университета.

## Биография
Евстигнеев Максим Павлович родился 22 декабря 1975 года в городе Симферополь, но уже в раннем возрасте вместе с родителями переехал в Севастополь и постоянно живёт в этом городе. Закончил Севастопольский национальный технический университет (СевНТУ) начав работать на кафедре физики с 1998 года. В 2007 году защитил кандидатскую диссертацию по специальности «биофизика». В 2008, в возрасте 32 лет, Евстигнеев защитил докторскую диссертацию, став самым молодым доктором физико-математических наук Украины. С 14 января 2011 года профессор кафедры физики СевНТУ.
После 2014 года работает во вновь образованном ФГАОУ ВО «СевГУ» Минобрнауки, Севастополь. Председатель спецсовета К50.052.05 по защите кандидатских диссертаций по биофизике. Евстигнеев несколько лет возглавлял севастопольское отделение биофизического общества, отмечался персональным грантом Королевского химического общества Великобритании, избирался членом Американского химического общества. Эксперт Российской академии наук, эксперт Российского фонда фундаментальных исследований, эксперт Российского научного фонда. В 2018 году советом по грантам Президента РФ научной школе профессора Евстигнеева присвоен статус «ведущая научная школа РФ». Руководитель 8 кандидатских и 1 докторской диссертации. Автор 250 научных работ, 3 монографии, 8 патентов и авторских свидетельств. В 2022 году, будучи проректором по научной деятельности, возглавил Институт перспективных исследований в составе Севастопольского государственного университета.
Преподаватель кафедры «Физика» СевГУ по дисциплинам:
• Общая физика (для студентов 1-2 курсов технических специальностей);
• Молекулярная биофизика (для студентов 4 курса специальности «Физика»);
• Методы биофизического эксперимента (для студентов 4 курса специальности «Физика»);
• Многомерная ЯМР-спектроскопия биомолекул (для магистров специальности «Физика»).

2018 - по настоящее время - проректор по научной деятельности СевГУ
2022 - по настоящее время - директор института перспективных исследований СевГУ

## Экспертное мнение
Максим Павлович неоднократно выступал ка ученый с экспертными мнениями и заявлениями:
- В Севастопольском государственном университете открылся лабораторный корпус[3]
- В Севастополе научились предсказывать вспышки желудочно-кишечных инфекций[4][5]
- Проекты СевГУ победили в конкурсе под эгидой Российского научного фонда[6]
- Карьера учёного: в СевГУ рассказали о программах магистратуры и аспирантуры[7]

## Награды
- Дважды лауреат Премии Кабинета министров Украины
- Лауреат Премии Президента Украины
- Медаль «В ознаменование 10-летия возвращения Севастополя в Россию» Правительства Севастополя[8]